# Septimije Sever
Septimije Lucije Sever (Leptis Magna, 11. travnja 146. – Eboracum, 4. veljače 211.) bio je prvi rimski car dinastije Severā.
Panonske legije su ga proglasile carem poslije ubojstva cara Publija Helvija Pertinaksa 193. godine. Sever je krenuo na Rim i na taj način osigurao svoj izbor u Italiji. U svom pohodu na istok, pobijedio je protupretendenta Gaja Pescenija Nigera i u šestom partskom ratu osvojio Mezopotamiju. U međuvremenu je suzbio pobunu Decima Klodija Albina, suvladara u Britaniji, Galiji i Hispaniji. 
Tijekom svoje vladavine proveo je veliki broj značajnih reformi u vojsci. Raspustio je dotadašnju, vrlo ujecajnu pretorijansku gardu, i osnovao novu od pouzdanih bivših vojnika iz podunavskih legija. Dopustio je izgradnju kanaba, naselja vojničkih obitelji, u blizini vojnih logora rimske vojske, dopustio vjenčanje rimskim vojnicima i omogućio je vojničko napredovanje svakog vojnika bez obzira je li on bio rimski građanin ili ne. Umanjio je moć senata i prenio prava odlučivanja na carev savjet.
Bez obzira na svoju okrutnost koja je postala poznata zbog pogubljivanja neprijatelja, Septimije Sever je bio čovjek sa smislom za humor što nam dokazuju ove dvije anegdote:
Nakon dolaska na vlast, iz poštovanja prema svojim prethodnicima na prijestolju, proglasio se najprije najprije sinom Pertinaksa, a potom Marka Aurelija. Čuvši za tu vijest, jedan rimski senator mu je pristupio, bez ikakvih posljedica po sebe, s čestitkom: "Drago mi je da si napokon našao oca!"
U drugoj anegdoti Sever je predsjedao sudom tijekom suđenja radi vojne pobune protiv cara. Optuženi se branio riječima: "Ja sam se pobunio kada i ti Severe, samo si ti prije stigao do Rima". Na tu obranu Sever je odgovorio oslobađajućom presudom zbog nevinosti optuženog.
Poznat je po ratnom pohodu u Britaniju (započet 208.). Tamo je preuredio Hadrijanov zid, a u Škotskoj je ratovao s Piktima. Nakon nekoliko sukoba je sklopljen mir i Rimljani su se obećali povući iz Britanije. No, Sever se ubrzo razbolio i umro 211. Prije nego što je umro, dao je savjet svojim sinovima rekavši: "Budite složni, obogaćujte vojnike i prezirite sve druge ljude".